# Club MTV (Australie et Nouvelle-Zélande)
 (août 2025).
Club MTV anciennement MTV Dance était une chaîne appartenant à ViacomCBS Networks Royaume-Uni & Australie lancée en 3 décembre 2013 au Australie.

## Historique
Le 29 octobre 2013, MTV a annoncé qu'elle travaillait avec Foxtel depuis début 2013 pour offrir plus de diversité sur la plate-forme Foxtel, car leurs deux chaînes consacrées à la musique actuelle MTV Classic et MTV Hits se battaient pour le même public que les chaînes Foxtel Networks MAX et [V] Hits respectivement. En tant que tel, il a été décidé que MTV Classic et MTV Hits cesseraient de diffuser sur la plate-forme Foxtel pour être remplacés par deux nouvelles chaînes MTV. La chaîne qui a remplacé MTV Classic était MTV Dance, une chaîne consacrée à la danse, au hip hop et à la musique R&B du monde entier - la première chaîne de MTV à être consacrée à trois genres musicaux différents.
La chaîne est devenue Club MTV le 1er juillet 2020.
Le 1er août 2023, Club MTV a été remplacé par la version européenne, partageant le même programme, mais avec 9 heures d'avance,.

### Identité visuelle (logo)

Logo de MTV Dance du 1er octobre 2013 au 5 avril 2017
Logo de MTV Dance du 5 avril 2017 à février 2018
Logo de MTV Dance de février 2018 au 30 juin 2020
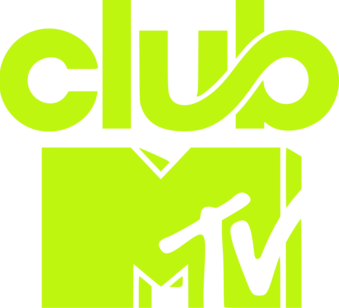
Logo de Club MTV du 1er juillet 2020 au 14 septembre 2021
Logo de Club MTV du 14 septembre 2021 au 1er août 2023